# ماری اوندر
ماری اوندر (۲۷ مارس ۱۸۸۳ در تالین – ۲۵ سپتامبر ۱۹۸۰ در استکهلم)، مهم‌ترین شاعر معاصر استونی است و تلاش عمده‌ای برای ترجمهٔ شعرهای «اوندر» به زبان‌های اروپایی به عمل آمده‌است و به تازگی به عنوان یکی از شاعران موفق زن جهان شناخته شده‌است.

## آثار
ماری اوندر مجموعه شعرهایش با نام «ساخت‌ها» در ۱۹۱۷ چاپ و منتشر شد. از میان دیگر مجموعه‌شعرهای موفق او می‌توان به کتاب «کشورهای هم‌جوار» اشاره کرد که در سال ۱۹۶۳ چاپ و منتشر شده‌است.
روی هم رفته تعداد چهار صد قطعه شعر او طی سیزده مجموعه شعر چاپ و منتشر شده‌است.
نبوغ و استعداد شعری «اوندر» در سبک گوتیگ، به خوبی در آثارش نمایان است، که از آن میان می‌توان از «لذت در روزی دوست‌داشتنی» (۱۹۲۸)، «صدایی از سایه‌ها» (۱۹۲۷) و «گزیدهٔ شعرهایش» نام برد که در سال ۱۹۳۶ چاپ و منتشر شده‌است.